# Europese auto in 2012
Dit artikel geeft een overzicht van alle Europese personenwagens die in 2012 op de markt kwamen. De auto's staan alfabetisch gerangschikt per merk.
| Aston Martin |                  | concern:                                                   | onafhankelijk |
| Aston Martin | divisie:         |                                                            |               |
| Aston Martin | merk:            | Aston Martin Verenigd Koninkrijk                           |               |
| Aston Martin | model:           | Vanquish coupé (2e generatie)                              |               |
| Aston Martin | einde productie: | 2018                                                       |               |
| Aston Martin | productieaantal: | 2022 (verkocht in Europa; inclusief de cabriolet uit 2013) |               |

| Audi |                  | concern:                                                                                 | Volkswagen AG Duitsland |
| Audi | divisie:         |                                                                                          |                         |
| Audi | merk:            | Audi Duitsland                                                                           |                         |
| Audi | model:           | A1 Sportback vijfdeurhatchback (1e generatie; variant van de driedeurhatchback uit 2010) |                         |
| Audi | einde productie: | 2018                                                                                     |                         |
| Audi | productieaantal: | ?                                                                                        |                         |

| Audi |                  | concern:                                                                 | Volkswagen AG Duitsland |
| Audi | divisie:         |                                                                          |                         |
| Audi | merk:            | Audi Duitsland                                                           |                         |
| Audi | model:           | A3 driedeurhatchback (3e generatie; andere varianten verschenen in 2013) |                         |
| Audi | einde productie: | 2017                                                                     |                         |
| Audi | productieaantal: | ?                                                                        |                         |

| Audi |                  | concern: | Volkswagen AG Duitsland |
| Audi | divisie:         | |                         |
| Audi | merk:            | Audi Duitsland |                         |
| Audi | model:           | RS4 Avant stationwagen (3e generatie; krachtiger variant van de 4e generatie A4 uit 2007; bestond enkel als stationwagen) |                         |
| Audi | einde productie: | 2015 |                         |
| Audi | productieaantal: | ca. 7000 |                         |

| Audi |                  | concern: | Volkswagen AG Duitsland |
| Audi | divisie:         | |                         |
| Audi | merk:            | Audi Duitsland |                         |
| Audi | model:           | S6 sedan / Avant stationwagen (4e generatie; krachtiger variant van de 4e generatie A6 uit 2011) A6 allroad quattro cross-over-stationwagen (3e generatie; variant van de A6 met offroad-capaciteiten) |                         |
| Audi | einde productie: | 2018 |                         |
| Audi | productieaantal: | ? |                         |

| Audi |                  | concern:                                                          | Volkswagen AG Duitsland |
| Audi | divisie:         |                                                                   |                         |
| Audi | merk:            | Audi Duitsland                                                    |                         |
| Audi | model:           | S7 Sportback (krachtiger variant van de 1e generatie A7 uit 2010) |                         |
| Audi | einde productie: | 2017                                                              |                         |
| Audi | productieaantal: | ?                                                                 |                         |

| Audi |                  | concern:                                                      | Volkswagen AG Duitsland |
| Audi | divisie:         |                                                               |                         |
| Audi | merk:            | Audi Duitsland                                                |                         |
| Audi | model:           | S8 sedan (krachtiger variant van de 3e generatie A8 uit 2010) |                         |
| Audi | einde productie: | 2018                                                          |                         |
| Audi | productieaantal: | ?                                                             |                         |

| BMW |                  | concern:                                                                                 | onafhankelijk |
| BMW | divisie:         |                                                                                          |               |
| BMW | merk:            | BMW Duitsland                                                                            |               |
| BMW | model:           | 1-serie driedeurhatchback (F21; 2e generatie; variant van de vijfdeurhatchback uit 2011) |               |
| BMW | einde productie: | 2019                                                                                     |               |
| BMW | productieaantal: | ?                                                                                        |               |

| BMW |                  | concern:                                                    | onafhankelijk |
| BMW | divisie:         |                                                             |               |
| BMW | merk:            | BMW Duitsland                                               |               |
| BMW | model:           | 3-serie sedan / Touring stationwagen (F30/31; 6e generatie) |               |
| BMW | einde productie: | 2019                                                        |               |
| BMW | productieaantal: | ?                                                           |               |

| BMW |                  | concern: | onafhankelijk |
| BMW | divisie:         | |               |
| BMW | merk:            | BMW Duitsland |               |
| BMW | model:           | 6-serie Gran Coupé sedan (F06; vierdeurvariant van de 3e generatie coupé uit 2011) M6 coupé / cabriolet (F12/13; 2e generatie; sportiever varianten van de 3e generatie 6-serie; de vierdeurvariant verscheen in 2014) |               |
| BMW | einde productie: | 2018 |               |
| BMW | productieaantal: | ? |               |

| Citroën Peugeot |                  | concern: | PSA Peugeot Citroën Frankrijk |
| Citroën Peugeot | divisie:         | |                               |
| Citroën Peugeot | merk:            | Citroën en Peugeot Frankrijk                                                                                               |                               |
| Citroën Peugeot | model:           | C4 Aircross (Citroën) en 4008 (Peugeot) cross-over-suv (1 generatie; gebaseerd op de 1e generatie Mitsubishi ASX uit 2010) |                               |
| Citroën Peugeot | einde productie: | 2017 |                               |
| Citroën Peugeot | productieaantal: | 61.168 C4 en 15.536 4008 (verkocht in Europa)                                                                              |                               |

| Peugeot Citroën |                  | concern: | PSA Peugeot Citroën Frankrijk |
| Peugeot Citroën | divisie:         | |                               |
| Peugeot Citroën | merk:            | Peugeot en Citroën Frankrijk |                               |
| Peugeot Citroën | model:           | 301 compacte sedan (Peugeot; bestemd voor Zuid- en Oost-Europa, China en opkomende markten) C-Elysée (2e generatie; badge-engineered versie van Citroën) |                               |
| Peugeot Citroën | einde productie: | 2019 (Europa) |                               |
| Peugeot Citroën | productieaantal: | ? |                               |

| Dacia |                  | concern:                                     | Renault Frankrijk |
| Dacia | divisie:         |                                              |                   |
| Dacia | merk:            | Dacia Roemenië                               |                   |
| Dacia | model:           | Dokker bestelwagen / ludospace (1 generatie) |                   |
| Dacia | einde productie: | 2021                                         |                   |
| Dacia | productieaantal: | 251.021 (verkocht in Europa)                 |                   |

| Dacia |                  | concern:                | Renault Frankrijk |
| Dacia | divisie:         |                         |                   |
| Dacia | merk:            | Dacia Roemenië          |                   |
| Dacia | model:           | Lodgy mpv (1 generatie) |                   |
| Dacia | einde productie: | 2022                    |                   |
| Dacia | productieaantal: | ca. 346.000             |                   |

| Dacia |                  | concern:                                                                          | Renault Frankrijk |
| Dacia | divisie:         |                                                                                   |                   |
| Dacia | merk:            | Dacia Roemenië                                                                    |                   |
| Dacia | model:           | Logan sedan (2e generatie; de stationwagen werd als Logan MVC gelanceerd in 2013) |                   |
| Dacia | einde productie: | 2020                                                                              |                   |
| Dacia | productieaantal: | ca. 400.000 (verkocht in Europa; inclusief de stationwagen)                       |                   |

| Dacia |                  | concern: | Renault Frankrijk |
| Dacia | divisie:         | |                   |
| Dacia | merk:            | Dacia Roemenië |                   |
| Dacia | model:           | Sandero vijfdeurhatchback / Sandero Stepway cross-over (2e generatie; in Latijns-Amerika onder de merknaam Renault verkocht) |                   |
| Dacia | einde productie: | 2020 (Europa) |                   |
| Dacia | productieaantal: | ca. 1,3 miljoen (verkocht in Europa)                                                                                         |                   |

| Ferrari |                  | concern:             | FIAT Italië |
| Ferrari | divisie:         |                      |             |
| Ferrari | merk:            | Ferrari Italië       |             |
| Ferrari | model:           | F12berlinetta 2+2-GT |             |
| Ferrari | einde productie: | 2017                 |             |
| Ferrari | productieaantal: | ca. 5000             |             |

| FIAT |                  | concern:                          | onafhankelijk |
| FIAT | divisie:         |                                   |               |
| FIAT | merk:            | FIAT Italië                       |               |
| FIAT | model:           | 500L kleine mpv (1 generatie)     |               |
| FIAT | einde productie: | 2022                              |               |
| FIAT | productieaantal: | ca. 620.000 (wereldwijd verkocht) |               |

| FIAT |                  | concern: | onafhankelijk |
| FIAT | divisie:         | |               |
| FIAT | merk:            | FIAT Italië |               |
| FIAT | model:           | Panda / Panda 4x4 – vijfdeurhatchback (3e generatie; met de lancering van de 4e generatie in 2024 hernoemd tot Pandina) |               |
| FIAT | einde productie: | ? |               |
| FIAT | productieaantal: | ca. 1,8 miljoen (verkocht in Europa t/m 2022)                                                                           |               |

| Ford |                  | concern:                       | onafhankelijk |
| Ford | divisie:         | Ford of Europe Duitsland       |               |
| Ford | merk:            | Ford Verenigde Staten          |               |
| Ford | model:           | B-MAX kleine mpv (1 generatie) |               |
| Ford | einde productie: | september 2017                 |               |
| Ford | productieaantal: | bijna 272.000                  |               |

| Ford |                  | concern:                                                                                          | onafhankelijk |
| Ford | divisie:         | Ford of Europe Duitsland                                                                          |               |
| Ford | merk:            | Ford Verenigde Staten                                                                             |               |
| Ford | model:           | Focus ST vijfdeurhatchback / stationwagen (sportiever variant van de 3e generatie Focus uit 2011) |               |
| Ford | einde productie: | 2018                                                                                              |               |
| Ford | productieaantal: | ?                                                                                                 |               |

| Ford |                  | concern:                                                                               | onafhankelijk |
| Ford | divisie:         | Ford of Europe Duitsland                                                               |               |
| Ford | merk:            | Ford Verenigde Staten                                                                  |               |
| Ford | model:           | Tourneo Custom mpv (1e generatie; passagiersvariant van de Transit Custom-bestelwagen) |               |
| Ford | einde productie: | 2023                                                                                   |               |
| Ford | productieaantal: | ca. 150.000 (verkocht in Europa)                                                       |               |

| Jaguar |                  | concern:                                                                | Tata India |
| Jaguar | divisie:         |                                                                         |            |
| Jaguar | merk:            | Jaguar Verenigd Koninkrijk                                              |            |
| Jaguar | model:           | XF Sportbrake stationwagen (variant van de 1e generatie sedan uit 2008) |            |
| Jaguar | einde productie: | 2015                                                                    |            |
| Jaguar | productieaantal: | ?                                                                       |            |

| Kia |                  | concern:                                                                                             | Hyundai Motor Company Zuid-Korea |
| Kia | divisie:         | |                                  |
| Kia | merk:            | Kia Zuid-Korea                                                                                       |                                  |
| Kia | model:           | cee'd vijfdeurhatchback / SportsWagon stationwagen (2e generatie; ontwikkeld voor de Europese markt) |                                  |
| Kia | einde productie: | 2018                                                                                                 |                                  |
| Kia | productieaantal: | 647.700 (inclusief de driedeurhatchback uit 2013)                                                    |                                  |

| Lancia |                  | concern:                                                      | FIAT Italië |
| Lancia | divisie:         |                                                               |             |
| Lancia | merk:            | Lancia Italië                                                 |             |
| Lancia | model:           | Flavia cabriolet (badge-engineered 1e generatie Chrysler 200) |             |
| Lancia | einde productie: | 2014                                                          |             |
| Lancia | productieaantal: | 1129 (verkocht in Europa)                                     |             |

| Land Rover |                  | concern:                                                                                      | Tata India |
| Land Rover | divisie:         |                                                                                               |            |
| Land Rover | merk:            | Land Rover Verenigd Koninkrijk                                                                |            |
| Land Rover | model:           | Range Rover vijfdeur-suv (4e generatie; de variant met verlengde wielbasis verscheen in 2014) |            |
| Land Rover | einde productie: | 2021                                                                                          |            |
| Land Rover | productieaantal: | ca. 150.000 (verkocht in Noord-Amerika)                                                       |            |

| Lotus |                  | concern:                                                                                       | Proton Maleisië |
| Lotus | divisie:         |                                                                                                |                 |
| Lotus | merk:            | Lotus Verenigd Koninkrijk                                                                      |                 |
| Lotus | model:           | Exige S(eries) 3 coupé-sportwagen (3e generatie; krachtiger variant van de Elise met V6-motor) |                 |
| Lotus | einde productie: | 22 december 2021                                                                               |                 |
| Lotus | productieaantal: | ca. 2700 (inclusief de roadster uit 2013)                                                      |                 |

| McLaren |                  | concern:                                                         | onafhankelijk |
| McLaren | divisie:         |                                                                  |               |
| McLaren | merk:            | McLaren Verenigd Koninkrijk                                      |               |
| McLaren | model:           | 12C Spider cabriolet-sportwagen (afgeleid van de coupé uit 2011) |               |
| McLaren | einde productie: | april 2014                                                       |               |
| McLaren | productieaantal: | ca. 1400                                                         |               |

| Mercedes-Benz |                  | concern:                                        | Daimler Duitsland |
| Mercedes-Benz | divisie:         |                                                 |                   |
| Mercedes-Benz | merk:            | Mercedes-Benz Duitsland                         |                   |
| Mercedes-Benz | model:           | A-Klasse vijfdeurhatchback (W176; 3e generatie) |                   |
| Mercedes-Benz | einde productie: | 2018                                            |                   |
| Mercedes-Benz | productieaantal: | ruim 700.000 (verkocht in Europa)               |                   |

| Mercedes-Benz |                  | concern: | Daimler Duitsland |
| Mercedes-Benz | divisie:         | |                   |
| Mercedes-Benz | merk:            | Mercedes-Benz Duitsland                                                                                          |                   |
| Mercedes-Benz | model:           | Citan (Mixto) bestelwagen / Combi mpv (W415; 1e generatie; gebaseerd op de 2e generatie Renault Kangoo uit 2007) |                   |
| Mercedes-Benz | einde productie: | 2021 |                   |
| Mercedes-Benz | productieaantal: | ? |                   |

| Mercedes-Benz |                  | concern:                                                                                           | Daimler Duitsland |
| Mercedes-Benz | divisie:         | |                   |
| Mercedes-Benz | merk:            | Mercedes-Benz Duitsland                                                                            |                   |
| Mercedes-Benz | model:           | CLS-Klasse Shooting Brake stationwagen (X218; 2e generatie; variant van de vierdeurcoupé uit 2011) |                   |
| Mercedes-Benz | einde productie: | 2018                                                                                               |                   |
| Mercedes-Benz | productieaantal: | ?                                                                                                  |                   |

| Mercedes-Benz |                  | concern:                                                                               | Daimler Duitsland |
| Mercedes-Benz | divisie:         |                                                                                        |                   |
| Mercedes-Benz | merk:            | Mercedes-Benz Duitsland                                                                |                   |
| Mercedes-Benz | model:           | GL-Klasse grote suv (X166; 2e generatie; vanaf de facelift in 2015 GLS-Klasse genoemd) |                   |
| Mercedes-Benz | einde productie: | 2019                                                                                   |                   |
| Mercedes-Benz | productieaantal: | ruim 250.000 (verkocht in Noord-Amerika en Europa)                                     |                   |

| Mercedes-Benz |                  | concern:                                         | Daimler Duitsland |
| Mercedes-Benz | divisie:         |                                                  |                   |
| Mercedes-Benz | merk:            | Mercedes-Benz Duitsland                          |                   |
| Mercedes-Benz | model:           | SL-Klasse roadster (R231; 6e generatie)          |                   |
| Mercedes-Benz | einde productie: | 2020                                             |                   |
| Mercedes-Benz | productieaantal: | ca. 50.000 (verkocht in Europa en Noord-Amerika) |                   |

| Mini |                  | concern: | BMW Duitsland |
| Mini | divisie:         | |               |
| Mini | merk:            | Mini Verenigd Koninkrijk |               |
| Mini | model:           | Roadster cabriolet (1 generatie; afgeleid van de coupé uit 2011) Clubvan bestelwagen (1 generatie; afgeleid van de stationwagen uit 2007) |               |
| Mini | einde productie: | 2014 (Clubvan), 21 april 2015 (Roadster)                                                                                                  |               |
| Mini | productieaantal: | ? |               |

| Opel |                  | concern:                                                      | General Motors Verenigde Staten |
| Opel | divisie:         |                                                               |                                 |
| Opel | merk:            | Opel Duitsland                                                |                                 |
| Opel | model:           | Astra sedan (4e generatie; variant van de hatchback uit 2009) |                                 |
| Opel | einde productie: | 2018                                                          |                                 |
| Opel | productieaantal: | ?                                                             |                                 |

| Opel Vauxhall |                  | concern:                                                                | General Motors Verenigde Staten |
| Opel Vauxhall | divisie:         |                                                                         |                                 |
| Opel Vauxhall | merk:            | Opel Duitsland en Vauxhall Verenigd Koninkrijk                          |                                 |
| Opel Vauxhall | model:           | Combo bestelwagen / Tour mpv (badge-engineered 2e generatie Fiat Doblò) |                                 |
| Opel Vauxhall | einde productie: | 2018                                                                    |                                 |
| Opel Vauxhall | productieaantal: | ruim 1,7 miljoen (Tour verkocht in Europa)                              |                                 |

| Opel Vauxhall |                  | concern: | General Motors Verenigde Staten |
| Opel Vauxhall | divisie:         | |                                 |
| Opel Vauxhall | merk:            | Opel Duitsland en Vauxhall Verenigd Koninkrijk                                                                                               |                                 |
| Opel Vauxhall | model:           | Mokka cross-over-suv (1e generatie; zustermodel van de Amerikaanse Buick Encore en Chevrolet Traxx; na een facelift in 2016 Mokka X genoemd) |                                 |
| Opel Vauxhall | einde productie: | 2019 |                                 |
| Opel Vauxhall | productieaantal: | ca. 900.000 (verkocht in Europa) |                                 |

| Peugeot |                  | concern:                                      | PSA Peugeot Citroën Frankrijk |
| Peugeot | divisie:         |                                               |                               |
| Peugeot | merk:            | Peugeot Frankrijk                             |                               |
| Peugeot | model:           | 208 drie- en vijfdeurhatchback (1e generatie) |                               |
| Peugeot | einde productie: | 2019                                          |                               |
| Peugeot | productieaantal: | ruim 1,7 miljoen (verkocht in Europa)         |                               |

| Peugeot |                  | concern:                                                                                                | PSA Peugeot Citroën Frankrijk |
| Peugeot | divisie:         | |                               |
| Peugeot | merk:            | Peugeot Frankrijk                                                                                       |                               |
| Peugeot | model:           | 508 RXH diesel-hybride cross-over-stationwagen (afgeleid van de 1e generatie 508 stationwagen uit 2011) |                               |
| Peugeot | einde productie: | 2018 |                               |
| Peugeot | productieaantal: | ? |                               |

| Porsche |                  | concern:                                                        | Volkswagen AG Duitsland |
| Porsche | divisie:         |                                                                 |                         |
| Porsche | merk:            | Porsche Duitsland                                               |                         |
| Porsche | model:           | 911 cabriolet (991; variant van de 7e generatie coupé uit 2011) |                         |
| Porsche | einde productie: | 2018                                                            |                         |
| Porsche | productieaantal: | ?                                                               |                         |

| Porsche |                  | concern:                             | Volkswagen AG Duitsland |
| Porsche | divisie:         |                                      |                         |
| Porsche | merk:            | Porsche Duitsland                    |                         |
| Porsche | model:           | Boxster roadster (981; 3e generatie) |                         |
| Porsche | einde productie: | 2016                                 |                         |
| Porsche | productieaantal: | 54.374                               |                         |

| Renault |                  | concern:                                                                | onafhankelijk |
| Renault | divisie:         |                                                                         |               |
| Renault | merk:            | Renault Frankrijk                                                       |               |
| Renault | model:           | Clio vijfdeurhatchback (4e generatie)                                   |               |
| Renault | einde productie: | 2019                                                                    |               |
| Renault | productieaantal: | ruim 2 miljoen (verkocht in Europa; inclusief de stationwagen uit 2013) |               |

| Renault |                  | concern:                      | onafhankelijk |
| Renault | divisie:         |                               |               |
| Renault | merk:            | Renault Frankrijk             |               |
| Renault | model:           | Twizy elektrische quadricycle |               |
| Renault | einde productie: | september 2023                |               |
| Renault | productieaantal: | ruim 33.000                   |               |

| Renault |                  | concern:                                         | onafhankelijk |
| Renault | divisie:         |                                                  |               |
| Renault | merk:            | Renault Frankrijk                                |               |
| Renault | model:           | Zoe elektrische vijfdeur-stadsauto (1 generatie) |               |
| Renault | einde productie: | 29 maart 2024                                    |               |
| Renault | productieaantal: | 426.702                                          |               |

| SEAT |                  | concern:                                                                               | Volkswagen Duitsland |
| SEAT | divisie:         |                                                                                        |                      |
| SEAT | merk:            | SEAT Spanje                                                                            |                      |
| SEAT | model:           | León vijfdeurhatchback (3e generatie)                                                  |                      |
| SEAT | einde productie: | 2020                                                                                   |                      |
| SEAT | productieaantal: | meer dan 1 miljoen (verkocht, inclusief de driedeurhatchback en stationwagen uit 2013) |                      |

| Škoda SEAT |                  | concern: | Volkswagen AG Duitsland |
| Škoda SEAT | divisie:         | |                         |
| Škoda SEAT | merk:            | Škoda Tsjechië en SEAT Spanje                                                                                         |                         |
| Škoda SEAT | model:           | Rapid vijfdeurliftback / -hatchback (Škoda) Toledo vijfdeurliftback (4e generatie; badge-engineered variant van SEAT) |                         |
| Škoda SEAT | einde productie: | 2018 (Toledo); 2019 (Rapid)                                                                                           |                         |
| Škoda SEAT | productieaantal: | 409.537 Rapid en 57.947 Toledo (verkocht in Europa)                                                                   |                         |

| Tushek |                  | concern:                    | onafhankelijk |
| Tushek | divisie:         |                             |               |
| Tushek | merk:            | Tushek Slovenië, Oostenrijk |               |
| Tushek | model:           | (Renovatio) TS 500 roadster |               |
| Tushek | einde productie: | 2016                        |               |
| Tushek | productieaantal: | ?                           |               |